# 吉良氏
吉良氏（きらし）は、武家・士族だった日本の氏族。足利義氏の長子長氏を祖とし、所領の三河国幡豆郡吉良荘から吉良を名乗った。室町時代には足利一族中でも名門の地位を占めて幕府要職を歴任。三河吉良氏と奥州（武蔵）吉良氏に分かれ、三河吉良は西条・東条両家に分かれた。東条の三河吉良と奥州吉良（蒔田氏）は徳川氏に仕えて江戸時代に高家となった。前者は忠臣蔵の吉良義央（吉良上野介）で著名。事件後三河吉良本家は改易になったが、その分家と奥州吉良が明治維新まで残り、維新後士族となった。

## 概要
鎌倉時代の清和源氏足利氏の当主足利義氏の庶長子長氏が地頭職を務める三河国吉良荘を名字としたのに始まる。長氏の弟義継からは奥州吉良氏（のちに武蔵吉良氏）が出る。また三河吉良氏は南北朝時代に西条吉良氏と東条吉良氏に分裂した。
長氏の孫にあたる吉良貞義は足利尊氏による鎌倉幕府六波羅探題の討伐を助け、貞義の子満義以来室町幕府で引付頭人を世襲した。三河吉良氏は全国に数多く存在した足利氏一門諸氏の中でも家格が高く、室町幕府においては足利将軍家に次ぐ待遇を受ける足利御三家（足利氏御一家ともいう、他に渋川氏・石橋氏）の筆頭に位置付けられた。「御所（将軍）が絶えれば吉良が継ぎ、吉良が絶えれば今川が継ぐ」と俗に言われ、同じく足利一門である三管領家（斯波氏・細川氏・畠山氏）より家格・格式は上位であった。もっとも、それ故に幕政への関与や守護大名として世襲分国を形成する面は抑制された。
戦国時代には三河・武蔵両系統とも本領に拠ってわずかな勢力を保持し続けた。西条の三河吉良は戦国時代後期に三河一向一揆に参加して滅亡したが、東条三河吉良と奥州吉良（蒔田氏）は徳川氏に仕えて江戸時代に家名を繋いだ。三河吉良氏は4200石、蒔田氏は1420石を領して江戸幕府の高家となったが、前者は当主吉良義央（吉良上野介）が関わった赤穂事件（忠臣蔵）のために改易となった。この後に蒔田氏が吉良姓に復姓し、さらに後には三河吉良氏分家の旗本だった東条家（500石）も吉良姓に復姓し、この両家が明治維新まで続き、維新後は両家とも士族。後者は大正元年に吉良義道が死去した後はどうなったかは不明である。
以上の足利一門の吉良氏とは別に、清和源氏為義流などの土佐吉良氏もある（後述）。

## 三河吉良氏

### 鎌倉時代
鎌倉時代、足利義氏が三河国幡豆郡吉良荘（現愛知県西尾市吉良町）の地頭職を得、これを庶長子長氏に譲ったことに始まる。当時の吉良荘は古矢作川の東西に広がっており、川の東西をそれぞれ「東条」、「西条」と区分して呼んだ。長氏は西条の西尾城を本拠とし、弟の義継は東条（城は現西尾市吉良町駮馬〈まだらめ〉城山）を本拠とした。義継の系統は後の東条吉良氏と区別して前期東条吉良氏と呼ばれるが、後に陸奥国に移り奥州吉良氏となる。なお、長氏は幡豆郡今川荘を隠居地としたが、その次男国氏がこれを継承して今川氏の祖となった。
承久の乱以降、足利氏は守護となった三河国に多くの所領を得て数多の分家が生まれ、長氏はその総指揮・監督権を宗家から委ねられる立場にあった。長氏の子満氏は霜月騒動で安達泰盛に与したため北条氏から討伐を受けて戦死し、その子貞義は、元弘3年（1333年）に宗家の足利尊氏が後醍醐天皇方討伐のために西上する途中三河国に逗留した際、「鎌倉幕府打倒のために立ち上がるべきである」と進言したとされ、これによって高氏は六波羅探題攻撃に踏み切ったという逸話があるが、史実とはされていない。

### 南北朝・室町時代
南北朝時代、貞義の子満義は嫡男満貞とともに観応の擾乱で足利直義派に属して各地を転戦し、一時的に南朝にも帰順した後、最終的に室町幕府に降った。しかし、その間に前期東条吉良氏が陸奥国に移った後の吉良荘東条の被官層が北朝・尊氏派として満義の幼少の四男尊義（義貴）を擁立し別家（東条吉良氏）を立てたため、以後西条に勢力を限定された嫡流（西条吉良氏）とは、互いに正統性を主張して争ったが、後に和睦したという。西条吉良氏は資料上「吉良殿」と記されるのに対し、東条吉良氏は「東条殿」と呼ばれる。
初代長氏の隠居所として築かれた館は「丸山御所」と称されたが、室町時代の西条吉良氏当主は京都にあって足利氏一門の中でも渋川氏・石橋氏の両家とともに足利御三家として別格の格式を有した。評定衆に代々任じられた家の中でも吉良氏は式評定衆として他氏出身の出世評定衆よりも重んじられたが、いっぽうで世襲の守護領国を形成する方向への発展はなかった。
東西両吉良氏は南北朝時代以来およそ1世紀の間抗争を繰り広げ、応仁の乱でも西条吉良義真が東軍、東条吉良義藤が西軍にそれぞれ属して戦ったという。ただ東西両家が長らく対立し続けたというのは、天文22年(1553年)に成立した『今川記』に基づく話に過ぎず、裏付けとなる資料は存在しないと指摘されている。吉良氏は遠江国にも浜松荘を領し、また酒匂荘・懸川荘を請所としていたため、同国守護の斯波氏と協調関係を保つことで所職を維持してきたが、応仁の乱が拡大・長期化する中で東軍の駿河守護今川義忠が西軍の斯波義廉の征討を幕府に命じられ、酒匂・懸川荘を与えられたことを機に遠江への侵攻を開始する。酒匂・懸川荘代官である巨海氏は斯波氏家臣の狩野氏に味方して今川氏と戦ったが、浜松荘代官の飯尾長連は今川氏に通じて今川義忠が討ち死にした時には運命を共にしており、遠江の吉良氏家臣は親斯波と親今川に分裂した。今川氏の遠江侵攻は義忠の戦死によって中断し、同じ東軍の斯波義寛が守護に任命されたが、ともかく斯波氏の支配が回復したことで、吉良氏も浜松荘代官を親今川の飯尾氏から親斯波の大河内氏に交替させた。

### 戦国時代
永正5年（1508年）、今川義忠の子氏親が再び遠江に侵攻して同国の守護職を獲得すると、吉良氏は浜松荘を守るために再び代官を親今川の飯尾氏に交替させた。親斯波の大河内氏は今川氏への抵抗を続け、飯尾氏の本拠引間城を奪い遠江復帰を図る斯波義達を迎え入れたことから、今川氏親は永正14年（1517年）に引間城を奪還して大河内・巨海氏らを滅ぼした。この間吉良氏は大河内氏を抑えることはせず、といって飯尾氏を積極的に支援する姿勢も示さず、今川・斯波両氏の抗争の間で遠江の所領支配を確保するため柔軟に対応していたと見られる。しかし、斯波義達は捕らえられて本国尾張国に送還され、浜松荘代官の飯尾賢連は今川氏に属することとなった。
西条吉良義信は明応の政変後の足利将軍家の家督争いで足利義尹（義稙）派に属し、永正5年の義稙の将軍復帰に功績があったとして三河守護に任じられたとする説があるが、吉良氏の在京奉公は義稙政権の弱体化が進むにつれて次第に確認されなくなっていく。同じ時期に吉良氏は今川・斯波氏の抗争の板挟みとなり、ついには遠江が今川氏の分国となった結果、西条吉良義尭は残された所領のある三河に下国して現地支配に専念する方針に転換した。なお、今川氏の系譜から今川氏親の長女が義尭の正室であったことが判明している。吉良氏を圧倒する勢力に成長したとはいえ、下剋上との批判を避け領国支配の安定を図るためにも、今川氏としては本家である吉良氏との良好な関係を維持する必要があったとみられる。
残る本領の三河においては、東条吉良氏から偏諱を受ける立場だったとされる安祥松平家の松平清康（徳川家康の祖父）が台頭してきたが、天文4年（1535年）12月に清康が斃れると、今度は尾張国の織田信秀の勢力が西三河に及びはじめ、小林輝久彦によれば、西条吉良義郷は天文9年（1540年）に信秀の侵攻を受けて戦死した可能性があるという。
享禄・天文初年のころ、東条吉良氏では持広が西条吉良義尭の子義安（義郷の弟）を養嗣子に迎え、東西両吉良氏の近親関係が再生していた。しかし、東条当主となった義安は今川氏への対抗を図り、三河支配を目論む織田氏に加担する。義安は義尭の側室の子と見られ正室（今川氏）の血を引いていなかったようだが、養家の東条吉良だけでなく実家西条吉良の家督をも望んで西条重臣と争った形跡があることから、親今川の西条重臣に対抗するために織田氏と結んだ可能性も指摘されている。西条吉良氏は義昭（義安の弟）が跡を継いだが、両吉良氏は近親関係となってもなおこのように分裂含みの状況にあった。義安は天文18年（1549年）に今川義元に敗れて捕らえられ駿河に抑留されることとなり、西条吉良義昭が東条家も併せて継ぐよう今川氏に命じられた。こうして今川氏の影響下で統一された吉良氏は、今川氏へ隷属する立場に甘んじた。ただし、小林輝久彦は、天文23年（1554年）に義安がいったん今川氏に許されて両吉良氏を継いだものの、弘治元年（1555年）に再度叛旗を翻した結果、義昭が継承する地位に立ったと見る。
当時の今川氏にとって吉良氏の存在は、家格秩序の上から悩みの種だったようである。今川義元の重臣太原雪斎の天文18年（1549年）9月5日付書状は吉良氏当主を「御屋形様」と呼んでいる上、宛先も当主本人ではなく「西条諸老」すなわち西条吉良氏家老宛としている。現実の世界では今川氏は駿河・遠江・三河3か国を支配しており、弱小勢力の吉良氏はその下に従属しているにもかかわらず、書札礼の世界では雪斎は義安の陪臣（家来の家来）として振る舞わなければならなかった。
吉良義昭は今川義元の周旋により、尾張守護斯波義銀及びこれを擁する織田信長と誼を結ぼうとしたものの、義銀と会見の席次を巡る争いを起こしている。その後、桶狭間の戦いで義元が信長に討ち取られ、三河国から今川氏の勢力が後退すると、その支配を目指す松平家康（のちの徳川家康）と義昭は対立することになる。義昭は善明堤の戦いや藤波畷の戦いを経て家康に降伏する。永禄6年（1563年）、三河一向一揆が勃発するとこれに加担して再び家康に敗れ、家康は今川氏の人質時代に面識があったという義安に吉良氏の家督を相続させた。

### 江戸時代
江戸時代に義安の子義定が松平清康（家康の祖父）の妹を母としていた関係で江戸幕府に取り立てられ、その子義弥の代に旧吉良荘内で3,000石を領し、室町以来の門地の高さもあって高家の家格を付与された。これ以降の吉良氏は、幕府の儀典関係を取り仕切る家として存続する。
義弥の次は義冬が相続した。その長男義央は赤穂事件（忠臣蔵）で著名である。元禄14年（1701年）、義央は儀典の指導に関して勅使饗応役の播磨赤穂藩主浅野長矩から殿中刃傷を受け、長矩の切腹後、元禄15年（1702年）に大石良雄以下浅野の遺臣らによる本所吉良邸への討ち入りを受けて、武林隆重に斬り捨てられ、首を討たれた。その後、当主吉良義周（義央の孫）が改易されて諏訪へ配流となり、子供なく配所で病没した。義周が葬られた長野県諏訪市法華寺には、2018年（平成30年）6月、「吉良義周公慰霊会」により制作された「吉良義周公木造坐像」が本堂奥の間に安置され、毎歳忌が営まれている。
義冬の次男義叔（義央の弟）は東条に改姓して分家し、500石の一般旗本として幕府に仕えていたが、享保17年（1732年）、義叔の孫に当たる義孚が三河吉良本家が絶えていることを理由に吉良への復姓を幕府に願い出て許された。この旧東条家の吉良家は東条姓時代と同じく一般旗本のままであり、高家の格式は与えられなかった。以後、明治維新まで500石の旗本として存続する。歴代当主は西の丸書院番などを務めた。

### 明治以降
旧東条家の旗本吉良家は、明治2年（1869年）に士族に編入された。明治4年に吉良太郎義道なる人物が同家を継いでいる。彼は明治31年に45歳で出家して僧になり、大正元年8月25日に59歳で死去している。これ以降三河吉良家がどうなったかは不明である。
2017年12月15日に鹿児島市吉野町の仙巌園の観音岩で吉良義央の菩提を弔う慰霊祭があった。吉良義央の娘が島津綱貴に嫁いでいた縁戚から建立されたもので島津家当主らが菩提を弔った。

### 屋敷
- 鍛冶橋吉良邸（以下、江戸上屋敷） - 元禄11年（1698年）9月6日まで。現在はパシフィックセンチュリープレイス丸の内。千代田区丸の内1-11-1。
- 呉服橋吉良邸 - 元禄14年（1701年）8月19日まで[29]。敷地は約2700坪あり、上杉綱憲（義周の実父）が建築費２万5000両余を提供している[30]。現在は大丸グラントウキョウノースタワーが建つ。千代田区丸の内1-9-1。
- 本所吉良邸 - 元禄赤穂事件当夜に、義央が在邸し斬死、義周が重傷。墨田区両国3-13-9。
- 麻布谷町吉良家中屋敷 - 現在の六本木1丁目[31]。
- 麻布一本松吉良邸（江戸下屋敷） - 現在の元麻布大黒坂・一本松坂。向かい側に増上寺隠居所（萬治二年までは麻布氷川神社[32]）があった[33]。現在の屋敷跡にはオーストリア大使館・大法寺など。港区元麻布1-1-10～20。
- 砂町銀座小名木川吉良家抱屋敷（蔵屋敷） - 「上野（こうづけ）堀通り」の地名が残る。現在の北砂三丁目（西大島駅から10分）。

### 菩提寺
- 萬昌院功運寺 - 江戸における吉良家の菩提寺。浅野長矩の叔父・内藤忠勝に斬殺された永井尚長や赤穂藩主・永井直敬ら歴代永井家の墓もある。
- 華蔵寺 - 吉良家の菩提寺。吉良家代々の墓や、吉良義央寄進の経蔵や自身の木像などがある。
- 花岳寺 - 東条城主・吉良氏の菩提寺として創建された。本堂は1684年（貞享元年）に、吉良義央から姉・光珠院の菩提を弔うために寄付された祠堂金を元に再建されたもので国の登録有形文化財に登録されている。また、義央遺品の「後柏原天皇宸翰御消息」は重要文化財に指定されている[34]。

### 歴代
- 吉良長氏
- 吉良満氏
- 吉良貞義
- 吉良満義

（西条吉良）（東条吉良）
- 吉良満貞 　吉良尊義
- 吉良俊氏 　吉良朝氏
- 吉良義尚 　吉良持長
- 吉良義真 　吉良持助
- 吉良義信 　吉良義藤
- 吉良義元 　吉良持清
- 吉良義尭 　吉良持広
- 吉良義郷　 荒川義広
- 吉良義安
- 吉良義昭
- 吉良義定
- 吉良義弥
- 吉良義冬
- 吉良義央　 東条義叔
- 吉良義周　 東条義武
- 吉良義孚
- 吉良義勝
- 吉良義渡

## 奥州（武蔵）吉良氏

### 南北朝・室町時代
東条吉良氏の第3代吉良経家の子吉良貞家は、成良親王の廂番から興国6年（1345年）、奥州管領（奥州探題の前身）にまで出世し、陸奥多賀城に拠って足利政権の奥州統治の要となる。その後、観応の擾乱が勃発すると直義方に属し、同じく奥州管領で尊氏方に属した畠山国氏を攻め滅ぼすが、その隙に勢力を伸張してきた南朝の北畠顕信に多賀城を攻め落とされる。以後、再び勢力を回復して正平7年3月（1352年4月）に多賀城を奪回、正平8年5月（1353年6月）には南朝方の拠点宇津峰城を陥落させて奥州の南朝勢力を崩壊させた。しかしこの直後死去したとみられる。
続く吉良満家が奥州管領に任命され、畠山国氏の子国詮や奥州総大将石塔義房の子義憲と争うこととなる。その間、中央で直義の殺害に成功した尊氏は、斯波家兼を新たな奥州管領として派遣したため、奥州は一時四管領並立となる。畠山氏、石塔氏を下した満家の死後、子の吉良持家が跡を継ぐが幼少のため、満家の叔父吉良貞経と満家の弟吉良治家が争った。貞治6年（1367年）、足利義詮は斯波直持と吉良貞経を奥州管領として治家を追討するように命じ、さらに奥州総大将として石橋棟義を派遣した。この結果治家は敗れて逐電し、奥州吉良氏も往時の勢力を回復するに至らず、衰退の一途をたどる。
滅亡の危機に瀕した奥州吉良氏であるが、初代鎌倉公方の足利基氏から招かれた治家が上野国飽間郷に移住すると、徐々に勢力を回復し始める。
鎌倉公方家に仕えた奥州吉良氏は、公方と同じ足利氏の流れをくむ家として「鎌倉公方の御一家」という別格の扱いを受け、「足利御一家衆」「無御盃衆」と称された。吉良成高の代に武蔵国荏原郡世田谷（東京都世田谷区）に世田谷城を構え、同地に土着する。以後、拠点を変えるたびに「蒔田御所」、「世田谷御所」、「世田谷殿」と呼ばれた。

### 戦国時代から安土桃山時代
関東の覇者となった後北条氏に取り込まれて傀儡化した古河公方とともに、こちらも政略結婚を通じて北条氏の傘下に入った。成高の子頼康は北条氏綱の娘と結婚し、武蔵国久良岐郡蒔田（神奈川県横浜市南区）の蒔田城をも領して「蒔田殿」と呼ばれ、後北条氏分国内にありながら独自の印判状を用いることを許された。
頼康は遠江今川氏嫡流である氏朝を養子に迎えて家督を譲るが、この氏朝の代に豊臣秀吉の小田原征伐による後北条氏の滅亡に遭い、庇護者を失って旧領世田谷の実相院に篭居する。

### 江戸時代
徳川家康に従うようになると家格の高さを認められ、高家として取り立てられた。この頃から、蒔田氏として正式に改称している。吉良氏系図によれば、高家で吉良を名乗るのは一人のみという家康の意向があったからであるという（今川における品川、上杉における畠山、織田における津田と同じ）。
赤穂事件によって三河吉良氏が断絶したことを契機に、1710年に「吉良」への復姓が許された。なお同年に浅野長矩の弟浅野長広が旗本として浅野家を再興している。つまりこの年に「浅野」「吉良」両家が同時に再興する形となった。
なお、豪徳寺は一族の吉良政忠が世田谷城内に叔母を弔うため創建した弘徳院が前身であり、近隣にある吉良家の菩提寺である勝光院墓地内に、吉良一族の墓が残る。
幕末時の知行は1425石だった。

### 明治以降
幕末の当主吉良義常は朝廷に早期帰順したため、本領安堵され、幕臣から朝臣に転じるとともに中大夫席を与えられた。
1869年（明治2年）12月に中大夫・下大夫・上士の称が廃されるとともに士族編入。華族が五爵制になった際に定められた『叙爵内規』の前案である『叙爵規則』では旧高家が男爵に含まれていたため、奥州吉良家も男爵家の候補にあがっているものの、最終的な『叙爵内規』では旧高家は授爵対象外となったので結局士族のままだった。
明治以降はかつての知行地であった千葉県長生郡寺崎に移住した。

### 歴代
- 吉良義継
- 吉良経氏
- 吉良経家
- 吉良貞家
- 吉良治氏
- 吉良治家(実父吉良貞家)
- 吉良頼治
- 吉良頼氏
- 吉良頼高
- 吉良政忠
- 吉良成高
- 吉良頼康
- 吉良氏朝(実父堀越六郎)
- 吉良氏広（蒔田頼久）
- 蒔田義祇
- 蒔田義成
- 吉良義俊
- 吉良義所
- 吉良義豊
- 吉良義房
- 吉良義発
- 吉良義方

## 土佐吉良氏
土佐吉良氏（とさきらし）は、日本の武家の一つ。本姓は源氏（一説に平氏）。通字に初め「希」を、のちに「宣」を用いた。平安時代末から戦国時代に土佐国吾川郡南部を支配した国人領主で、土佐七雄の一つに数えられた。源頼朝の弟希義の子孫といわれる氏族であったが、これは戦国時代に絶えた。その後は一時期本山氏が吉良氏を称したが、本山氏の衰亡後は長宗我部氏の支流が吉良氏を称し、これも戦国時代末に断絶した。

### 源希義流
源義朝の五男・土佐冠者希義の流れで、その次男源希望（吉良希望）を祖とする。希義は平治の乱で土佐国に流罪となった。長じて兄頼朝の挙兵の報を受け、自らも挙兵を計画したが、養和元年（1181年）、奇襲を受け敗死する。
『吉良物語』によると、希義が通っていた平田経遠の娘が希義の死後程なく男子を生んだとされる。この男子は建久5年（1194年）、亡父の旧友であった夜須行宗に伴われて鎌倉幕府を開いた伯父の頼朝に拝謁した。頼朝はすぐには信じなかったものの最終的には認め、土佐国吾川郡のうち数千貫と三河国吉良荘（現 愛知県西尾市）のうち馬の飼場三百余貫を下賜した。男子はこれ以後「吉良八郎希望」を名乗って土佐吉良氏の始祖となったとされる。一説には希義の長男隆盛の系統ともいわれる。また、以上の事歴は『吉良物語』でのみ確認され、同時代の公式記録には記述がないため、希望の実在自体を疑う見方も存在する。このほか、神社棟札に「吉良平三尉」と記載があることから平氏であるとする説もある。
希望の後裔は、鎌倉時代末期から現在の高知市春野町弘岡を中心とした在地領主となった。鎌倉時代は北条氏の被官的存在だったが、希望より6代後の希世・希秀兄弟が後醍醐天皇に仕え、元弘の乱において六波羅探題攻略に功があった。以後しばらく、四国における南朝方の雄として伊予の河野氏らと行動をともにする。
しかし、希雄（希秀の孫）が土佐守護細川氏の傘下に走って以降は北朝方となり、南朝方の篭る大高坂城（のちの高知城）の攻撃に参加するなどしている。希雄の後は、嫡男の希定、その弟宣実が継いでいったとされるが、この時から通字が「希」から「宣」に変更されており、兄弟に共通の文字もないことから、宣実については血統の変化も指摘されている。また、この頃から土佐守護職を世襲するようになった細川氏に従っていたとみられ、実際応仁・文明期には、宣通が細川勝元の将として上洛、応仁の乱においてそれなりの軍功を立てたといわれる。
室町時代の土佐国は細川氏による守護領国制の下にあった。吉良氏の拠点であった吾川郡南部は守護代格の有力国人大平氏の支配下にあり、同じ地域の森山氏・木塚氏らと対抗したとされる。その後1507年、中央で大きな権力を持った本家の細川政元が暗殺（永正の錯乱）されたことをきっかけに、土佐守護代の細川氏を含め各地の細川氏一族は京都に上り、大平氏の影響も小さくなった。これらにより土佐もまた、守護による領国支配が終わって戦国時代を迎えることとなる。この時期の土佐国は、盟主的存在である土佐一条氏の下に、土佐七雄（土佐七守護とも）と呼ばれる吉良氏を含めた有力7国人が割拠した。
宣忠の時、本山、大平、山田などの諸族とともに長宗我部兼序を攻め滅ぼし、勢力を拡大する。細川氏が力を失った後の土佐においては土佐一条氏を奉じ、宣経の時に一条氏から伊予守に任ぜられ最盛期を迎えた。宣経は天文年間に周防から宋学の第一人者・南村梅軒を招きいれ、土佐南学の基礎を築いた。しかし、梅軒の講説を理解しえたのは、宣経と従弟の宣義の二人だけで、宣経の嫡男・宣直は居眠りしていたという。
宣経が亡くなると、宣直が家督を継承するが、前述の通り梅軒の講説に居眠りするような人物で、当主となった後も治政を怠っていた。その翌年には梅軒も吉良氏の元を去っていき、宣義はこれを諌めたが禁固刑に処され、永禄初期に断食自殺してしまった。この頃は、上記土佐七雄の群雄割拠が激しくなり、永正14年（1517年）の恵良沼の戦いで高岡郡の有力者津野元実を討ち破って土佐西部に進出してきた一条氏と、土佐中央部に進出し朝倉城を築いた本山氏の両氏にいつ挟撃されてもおかしくない状況であった。この状況を打開するため駿河守宣直は一条氏と結ぶことを決意するが、これによって本山氏は吉良氏攻撃を決行した。本山氏側は軍を二手に分け、天文9年（1540年）、宣直が仁淀川に狩猟に出かけた隙を狙って攻撃、本山茂辰により城主が不在であった吉良峰城が落城。宣直も仁淀川に来た軍勢と応戦するも討ち取られてしまい、ここに源希義流の土佐吉良氏は滅亡する。
このほか、吉良氏滅亡には諸説がある。『吉良物語』においては永禄6年（1563年）に長宗我部氏に攻められ滅亡したとされ、他に永禄5年（1562年）に本山氏に攻められ滅亡したとする説もあるが、資料や本山茂辰の吉良姓僭称から信憑性は薄い。

### 本山氏流
吉良氏を滅ぼした本山氏は、以後平姓吉良氏を称したとされる。そして土佐一条氏が伊予攻略に失敗する間を狙い、吾川郡南部を支配下に収めた。しかしながらその支配も十数年ほどで、以後伸長してきた長宗我部氏に駆逐された。

### 長宗我部氏流
永禄6年（1563年）、本山氏を降した長宗我部元親は自らの実弟である親貞に宣直の女婿を娶らせ、吉良氏の名跡を継がせた。親貞は一門の実力者としてよく元親を補佐し天正3年（1575年）の土佐一条氏との戦い（四万十川の戦い）では活躍を見せる。しかし、その子・親実が天正16年（1588年）に謀叛の嫌疑を受けて殺され、長宗我部氏支族としての土佐吉良氏も2代で滅亡した。

### 分国法（吉良条目）
「法式」13条、「禁制の目」10条から成る。吉良宣経により制定されたとするが、後世の潤色がなされている。

### 吉良城
弘岡城・吉良ヶ峰城とも。高知市春野町弘岡上大谷。弘岡平野が一望できる丘陵上に立つ。南嶺と北嶺の2峰からなっていた。長宗我部氏の地検帳では記載がない一方で当城の西南に「西ノ城」の記載があり、盛時にはこの2城の体制であったと考えられている。現在は土塁や建物礎石が残り、「吉良城跡」として昭和35年に春野町（現 高知市）により史跡指定されている。